# Josef Beránek
Josef Beránek (né le 25 octobre 1969 à Litvínov en Tchécoslovaquie aujourd'hui ville de République tchèque) est un joueur professionnel de hockey sur glace.

## Carrière en club
Il commence sa carrière professionnelle en 1987 dans le championnat de Tchécoslovaquie de première division avec l'équipe de sa ville natale, le HC Chemopetrol Litvínov. Deux saisons plus tard, il participe au repêchage d'entrée dans la Ligue nationale de hockey et est choisi par les Oilers d'Edmonton en tant que 78e choix lors de la quatrième ronde. Il reste tout de même encore deux saisons dans son pays dont une saison avec le club du HC Dukla Trenčín.
En 1991, il rejoint l'Amérique du Nord et la franchise des Oilers. Il joue une cinquantaine de matchs avec Edmonton. La saison suivante, il débute avec Edmonton, joue une partie de la saison dans la Ligue américaine de hockey avec l'équipe affiliée des Oilers du Cap-Breton. Avant la fin de la saison, il rejoint les Flyers de Philadelphie. En 1994-1995, la saison est écourtée par une grève de joueurs et en attendant le début de la saison LNH, il joue une quinzaine de matchs dans son pays pour le HC Vsetín de la nouvelle Extraliga tchèque. Il commence la saison 1994-95 dans la LNH avec les Flyers puis rejoint les Canucks de Vancouver pour la fin de la saison et la suivante.
En 1996-97, il joue dans la LNH pour les Penguins de Pittsburgh mais également dans l’Extraliga pour Vsetín. Champion avec ces derniers, il joue la saison suivante la Coupe d'Europe avec l'équipe tchèque et ne retourne qu'en 1998 dans la LNH. Il y passe trois saisons avec les Oilers puis avec les Penguins avant de signer pour la saison 2001-02 pour le HC Slavia Prague dans l'Extraliga.
Il gagne son second titre en 2002-03 puis finit à la seconde place en 2004 et 2006. Lors de la saison victorieuse, il est meilleur pointeur de la ligue avec 63 points et il s'impose également en séries éliminatoires : il est sacré meilleur pointeur (18), meilleur passeur (11), titre qu'il remporte également 2005-06. En 2007-2008, il remporte le championnat avec le Slavia.
Il annonce sa retraite le 14 avril 2010.

### Trophées et honneurs personnels
Extraliga
- 1996-97 : champion avec le HC Vsetín
- 2003-04 : champion avec le HC Slavia Prague. Il est également meilleur pointeur de la saison, des séries et meilleur passeur des séries.
- 2005-06 : meilleur passeur des séries.
- 2007-08 : champion avec le HC Slavia Prague

## Statistiques
| Saison    | Équipe                  | Ligue       |    | Saison régulière | Saison régulière | Saison régulière | Saison régulière | Saison régulière |   | Séries éliminatoires | Séries éliminatoires | Séries éliminatoires | Séries éliminatoires | Séries éliminatoires |
| Saison    | Équipe                  | Ligue       | PJ | B                | A                | Pts              | Pun              | PJ               | B | A                    | Pts                  | Pun                  |                      |                      |
| 1987-1988 | HC Chemopetrol Litvínov | 1.liga tch. | 14 | 7                | 4                | 11               | 12               |                  |   |                      |                      |                      |                      |                      |
| 1988-1989 | HC Chemopetrol Litvínov | 1.liga tch. | 32 | 18               | 10               | 28               | 47               |                  |   |                      |                      |                      |                      |                      |
| 1989-1990 | HC Dukla Trenčín        | 1.liga tch. | 49 | 19               | 23               | 42               |                  |                  |   |                      |                      |                      |                      |                      |
| 1990-1991 | HC Chemopetrol Litvínov | 1.liga tch. | 58 | 29               | 31               | 60               | 98               |                  |   |                      |                      |                      |                      |                      |
| 1991-1992 | Oilers d'Edmonton       | LNH         | 58 | 12               | 16               | 28               | 18               | 12               | 2 | 1                    | 3                    | 0                    |                      |                      |
| 1992-1993 | Oilers d'Edmonton       | LNH         | 26 | 2                | 6                | 8                | 28               |                  |   |                      |                      |                      |                      |                      |
| 1992-1993 | Oilers du Cap-Breton    | LAH         | 6  | 1                | 2                | 3                | 8                |                  |   |                      |                      |                      |                      |                      |
| 1992-1993 | Flyers de Philadelphie  | LNH         | 40 | 13               | 12               | 25               | 50               |                  |   |                      |                      |                      |                      |                      |
| 1993-1994 | Flyers de Philadelphie  | LNH         | 80 | 28               | 21               | 49               | 85               |                  |   |                      |                      |                      |                      |                      |
| 1994-1995 | HC Vsetín               | Extraliga   | 16 | 7                | 7                | 14               | 26               |                  |   |                      |                      |                      |                      |                      |
| 1994-1995 | Flyers de Philadelphie  | LNH         | 14 | 5                | 5                | 10               | 2                |                  |   |                      |                      |                      |                      |                      |
| 1994-1995 | Canucks de Vancouver    | LNH         | 37 | 8                | 13               | 21               | 28               | 11               | 1 | 1                    | 2                    | 12                   |                      |                      |
| 1995-196  | Canucks de Vancouver    | LNH         | 61 | 6                | 14               | 20               | 60               | 3                | 2 | 1                    | 3                    | 0                    |                      |                      |
| 1996-1997 | HC Vsetín               | Extraliga   | 39 | 19               | 24               | 43               | 115              | 3                | 3 | 2                    | 5                    | 4                    |                      |                      |
| 1996-1997 | Penguins de Pittsburgh  | LNH         | 8  | 3                | 1                | 4                | 4                | 5                | 0 | 0                    | 0                    | 2                    |                      |                      |
| 1997-1998 | HC Vsetín               | LEH         | 4  | 4                | 3                | 7                | 8                | 4                | 1 | 1                    | 2                    | 2                    |                      |                      |
| 1997-1998 | HC Vsetín               | Extraliga   | 45 | 24               | 27               | 51               | 92               | 10               | 2 | 8                    | 10                   | 14                   |                      |                      |
| 1998-1999 | Oilers d'Edmonton       | LNH         | 66 | 19               | 30               | 49               | 23               | 2                | 0 | 0                    | 0                    | 4                    |                      |                      |
| 1999-2000 | Oilers d'Edmonton       | LNH         | 58 | 9                | 8                | 17               | 39               |                  |   |                      |                      |                      |                      |                      |
| 1999-2000 | Penguins de Pittsburgh  | LNH         | 13 | 4                | 4                | 8                | 18               | 11               | 0 | 3                    | 3                    | 4                    |                      |                      |
| 2000-2001 | Penguins de Pittsburgh  | LNH         | 70 | 9                | 14               | 23               | 43               | 13               | 0 | 2                    | 2                    | 2                    |                      |                      |
| 2001-2002 | HC Slavia Prague        | Extraliga   | 36 | 13               | 20               | 33               | 71               | 9                | 1 | 2                    | 3                    | 6                    |                      |                      |
| 2002-2003 | HC Slavia Prague        | Extraliga   | 46 | 10               | 21               | 31               | 38               | 17               | 2 | 7                    | 9                    | 28                   |                      |                      |
| 2003-2004 | HC Slavia Prague        | Extraliga   | 51 | 16               | 47               | 63               | 93               | 19               | 7 | 11                   | 18                   | 30                   |                      |                      |
| 2004-2005 | HC Slavia Prague        | Extraliga   | 37 | 8                | 17               | 25               | 65               | 7                | 1 | 2                    | 3                    | 4                    |                      |                      |
| 2005-2006 | HC Slavia Prague        | Extraliga   | 50 | 14               | 38               | 52               | 101              | 15               | 1 | 8                    | 9                    | 28                   |                      |                      |
| 2006-2007 | HC Slavia Prague        | Extraliga   | 52 | 19               | 20               | 39               | 44               | 6                | 2 | 0                    | 2                    | 6                    |                      |                      |
| 2007-2008 | HC Slavia Prague        | Extraliga   | 50 | 15               | 15               | 30               | 42               | 12               | 1 | 0                    | 1                    | 6                    |                      |                      |
| 2008-2009 | HC Slavia Prague        | Extraliga   | 50 | 15               | 27               | 42               | 36               | 18               | 4 | 7                    | 11                   | 14                   |                      |                      |
| 2009-2010 | HC Slavia Prague        | Extraliga   | 39 | 6                | 12               | 18               | 6                |                  |   |                      |                      |                      |                      |                      |

## Carrière internationale
Il représente la Tchécoslovaquie lors des compétitions internationales suivantes :
Championnat du monde junior
- 1989 -   Médaille de bronze

Championnat du monde
- 1991 - 6e place

Coupe Canada
- 1991 - 6e place

À la suite de la partition de la Tchécoslovaquie, il représente par la suite la République tchèque :
Championnat du monde
- 1993 -  Médaille de bronze
- 1994 - 7e place
- 1998 -  Médaille de bronze
- 2004 - 5e place

Jeux olympiques d'hiver
- 1998 -  Médaille d'or

Coupe du monde
- 1996 - 8e place